# Hubert Beemelmans
Hubert Beemelmans né le 5 juin 1932 à Cologne, est un ancien diplomate allemand.

## Biographie
Après avoir obtenu son diplôme d'études secondaires, Beemelmans étudie le droit à l'Université de Hambourg, où il obtient son doctorat en 1963 avec une thèse sur La société éclatée : l'impact des mesures d'expropriation sur les personnes morales.
Il entre ensuite au service extérieur et, dans les années suivantes, trouve un emploi au siège du ministère des Affaires étrangères et dans diverses missions étrangères. Hubert Beemelmans est ambassadeur en Guinée de 1988 à 1992, où il succéde à Peter Truhart. En 1992, Walter Jürgen Schmid le remplace en qualité d'ambassadeur, et lui devient ambassadeur à Madagascar ( également accrédité pour les Comores et l'île Maurice ). Il est ambassadeur au Ghana jusqu'à sa retraite en 1997.
En 1999, il succède à Joachim Graf von Schirnding à la présidence de l'Ibero Club Bonn, une association pour la promotion des relations entre l'Allemagne et l'Espagne et les pays d'Amérique latine. Lors de l'assemblée générale du 15 Le 1er mai 2009, il devenaient membre du comité exécutif et conservateur de l'Ibero Club. Le secrétaire d'État Stéphane Beemelmans est son fils.
En 2008, Hubert Beemelmans est co-signataire de « l' Appel de Bonn ».

## éditions
- La société divisée. De l'impact des mesures d'expropriation sur les personnes morales. Hambourg 1963